# Catanthera
Catanthera es un género  de plantas fanerógamas pertenecientes a la familia Melastomataceae.

## Taxonomía
El género fue descrito por Ferdinand von Mueller y publicado en Gard. Bull. Singapore 24: 353, en el año 1969

## Especies
- Catanthera brassii (Nayar) Nayar -- Gard. Bull. Singapore 24: 353. 1969
- Catanthera endertii (Nayar) Nayar -- Gard. Bull. Singapore 24: 353. 1969
- Catanthera kinabaluensis (Nayar) Nayar -- Gard. Bull. Singapore 24: 353. 1969
- Catanthera longistylis (Mansf.) Nayar -- Gard. Bull. Singapore 24: 353. 1969
- Catanthera lysipetala F.Muell. -- J. Bot. 24: 289. 1886
- Catanthera multiflora (Stapf) Nayar -- Gard. Bull. Singapore 24: 352. 1969
- Catanthera novoguineensis M.P.Nayar -- Reinwardtia 10(1): 47 (1982).
- Catanthera nummularia P.C.Bygrave -- Kew Bull. 53(2): 475 (1998).
- Catanthera ovata (Nayar) Nayar -- Gard. Bull. Singapore 24: 353. 1969
- Catanthera paniculata (Nayar) Nayar -- Gard. Bull. Singapore 24: 353. 1969
- Catanthera peltata M.P.Nayar -- Reinwardtia 10(1): 56 (1982).
- Catanthera pilosa M.P.Nayar -- Reinwardtia 10(1): 45 (1982).
- Catanthera quintuplinervis (Cogn.) Nayar -- Gard. Bull. Singapore 24: 353. 1969
- Catanthera royenii M.P.Nayar -- Reinwardtia 10(1): 50 (1982).
- Catanthera schlechteri (Mansf.) Nayar -- Gard. Bull. Singapore 24: 353. 1969
- Catanthera sleumeri M.P.Nayar -- Reinwardtia 10(1): 57 (1982).
- Catanthera tawaensis (Merr.) Regalado -- Blumea 35(1): 64 (1990):.
- Catanthera tetrandra (Stapf) Nayar -- Gard. Bull. Singapore 24: 353. 1969